# Ilija Nestorovski
Ilija Nestorovski (en macédonien : Илија Несторовски), né le 12 mars 1990 à Prilep, est un footballeur international macédonien qui évolue au poste d'attaquant à l'Ascoli Calcio.

## Biographie

### En club
Il est formé dans le club de sa ville, le FK Pobeda Prilep.
Après avoir joué trois ans en Tchéquie, il signe en 2013 avec l'Inter Zaprešić, en deuxième division croate. Il y réalise trois très bonnes saisons et contribue largement à la montée du club en première division. Il inscrit 25 buts en première division lors de la saison 2015-2016. Il se classe meilleur buteur du championnat à trois reprises.
En 2016, il signe à Palerme pour 0,5 million d'euros.
Le 26 juillet 2019, Nestorovski rejoint l'Udinese Calcio.
Le 29 aout 2023, il signe un contrat de deux ans avec l'Ascoli Calcio.

### En équipe nationale
Il reçoit 19 sélections avec les espoirs, marquant cinq buts.
Il joue son premier match en équipe de Macédoine le 9 octobre 2015, contre l'Ukraine. Ce match perdu 0-2 à Skopje rentre dans le cadre des éliminatoires de l'Euro 2016.
Il inscrit son premier but en équipe nationale le 29 mai 2016, en amical contre l'Azerbaïdjan (victoire 1-3 à Bad Erlach). Par la suite, le 24 mars 2017, il marque un doublé contre le Liechtenstein, lors d'un match rentrant dans le cadre des éliminatoires du mondial 2018 (victoire 0-3 à Vaduz).